# Fritz Förderer
Fritz Förderer (ur. 5 stycznia 1888 w Karlsruhe, zm. 20 grudnia 1952 w Weimarze – niemiecki piłkarz grający na pozycji napastnika.
W latach 1908–1913 dziewięciokrotnie wystąpił w meczach towarzyskich reprezentacji Niemiec, zdobywając 5 bramek. W 1912 r. wziął udział w Letnie Igrzyska Olimpijskie w Sztokholmie. Zagrał w 2 spotkaniach, zdobywając 5 bramek, z których 4 padły w meczu przeciwko Rosji. 
Był zawodnikiem klubów Karlsruher FV (1908–1919) i VfL Halle 1896 (1919–1924). 